# Еротофілія
Еротофілія — риса особистості, яка оцінює схильність людини реагувати на сексуальні сигнали позитивно чи негативно. Вона вимірюється за безперервною шкалою, починаючи від еротофобії до еротофілії.
Еротофоби, як правило, мають вищі оцінки щодо авторитарності та потреби в досягненні, мають більш традиційні статеві ролі, відчувають більше сексуальної провини та мають більш негативну реакцію на мастурбацію та гомосексуальність, ніж еротофіли.
Еротофіли частіше мастурбують і фантазують, частіше думають про секс, мають перший статевий акт у більш ранньому віці, мають більше сексуального досвіду в минулому та мають більшу кількість партнерів по статевому акту, ніж люди з еротофобією. Еротофіли також частіше займаються самообстеженням грудей, планують регулярні візити до гінеколога та дотримуються профілактичних заходів щодо захворювань, що передаються статевим шляхом (наприклад, частішого використання презервативів).

## Фон
Цей вимір особистості використовується для оцінки відкритості до сексу та сексуальності. Це важливий параметр для вимірювання через ризики для здоров'я та безпеки, пов'язані з поганою статевою освітою. Дослідження цього виміру особистості показали кореляцію між еротофілією та більш послідовним використанням контрацепції, а також більшими знаннями про людську сексуальність. Слово еротофілія походить від імені Ероса, грецького бога романтичного кохання, і філії (φιλία), давньогрецьке слово, що означає кохання. Дослідники час від часу використовують термін «сексуально-позитивний» взаємозамінно з еротофілією та «сексуально-негативний» як взаємозамінний з еротофобією.